# فورست (هلند)
فورست (به هلندی: Voorst) یک شهرستان در هلند است که در خلدرلاند واقع شده‌است. فورست ۶ متر بالاتر از سطح دریا واقع شده‌است.